# Tarumi-ku (Kōbe)
Tarumi-ku (jap. 垂水区) ist ein Stadtbezirk (ku) von Kōbe.

## Geografie
Tarumi-ku liegt am Meer und ist der westlichste der Stadtbezirke. Seine lange befestigte Küstenlinie reicht bis an die Stadt Akashi. Landeinwärts ist Tarumi-ku hügelig und nahezu flächendeckend bebaut.

## Verkehr
Zwischen den Erhebungen und dem Meer bahnen sich die JR Kōbe-Linie, als Streckenabschnitt der San’yō-Hauptlinie der JR West, die Hauptlinie der San’yō Denki Tetsudō, aber auch die Nationalstraße 2 direkt an der Küste entlang ihre Wege.

## Sehenswürdigkeiten
Die schmalste Stelle der Akashi-Meerenge (明石海峡, Akashi-kaikyō) liegt im Südwesten Tarumis und dient auch als nördlicher Brückenkopf der Akashi-Kaikyō-Brücke. Sie ist die Brücke mit der längsten freischwebenden Überspannung der Welt. Nahe daran gelegen wurde Azur Maiko angelegt, eine Anlage mit künstlichen Badestränden, die wiederholt wegen Abtreiben des angeschütteten Sandes geschlossen werden musste.
Am Meer nahe der großen Brücke liegt auch das größte Outlet Westjapans, Portobazar.
Tarumi-ku ist in der Gegend für Ikanago bekannt.
Zu weiteren Besonderheiten zählt
- das Goshikizuka-kofun
- der James-Berg, eine Ausländersiedlung aus den 1930er Jahren von rund 60 Häusern auf einer schön gelegenen Anhöhe über der Bucht von Ōsaka, die auf den Engländer Ernest William James zurückgeht.
- der Schrein Watatsumi-jinja (海神社)

## Söhne und Töchter der Stadt
- Shinji Kagawa (* 1989), Fußballspieler